# Uredo puawhananga
Uredo puawhananga är en svampart som beskrevs av G.T.S. Baylis 1954. Uredo puawhananga ingår i släktet Uredo, ordningen Pucciniales, klassen Pucciniomycetes, divisionen basidiesvampar och riket svampar. Inga underarter finns listade i Catalogue of Life.